# ديف بيدل
ديف بيدل (بالإنجليزية: Dave Beadle)‏ هو لاعب كرة قاعدة أمريكي، ولد في 1864 في نيويورك في الولايات المتحدة، وتوفي بنفس المكان في 22 سبتمبر 1925.

## وصلات خارجية
- ديف بيدل على موقعبيزبول رفرنس.كوم (الدوري الرئيسي) (الإنجليزية)
- ديف بيدل على موقعبيزبول رفرنس.كوم (الدوري الثانوي) (الإنجليزية)